# 佩德罗·曼弗雷迪尼
佩德罗·曼弗雷迪尼（義大利語：Pedro Manfredini，1935年9月7日—2019年1月21日），男，阿根廷足球运动员。他曾当选1962-1963赛季意甲联赛最佳射手。